# Riksdagen 1693
Riksdagen 1693 ägde rum i Stockholm.
Ständerna sammanträdde den 31 oktober 1693. Lantmarskalk var Jakob Gyllenborg. Prästeståndets talman var ärkebiskop Olof Svebilius. Borgarståndets talman var Michael Törne och bondeståndets talman Anders Svensson.
Riksdagen avslutades den 23 november 1693.